# Золотая пропасть
Золотая пропасть (азерб. Qızıl uçurum) — советский драматический фильм 1980 года производства киностудии Азербайджанфильм, являющийся экранизацией повести Ибрагима Мусабекова В царстве нефти и миллионов. Премьера фильма состоялась 11 марта 1981 года.

## Сюжет
Конец XIX века. В Баку в нефтяной промышленности возникает кризис. Джалил становится нефтяным предпринимателем, но однажды возникший кризис охватывает всех, сам же герой также терпит крах. На фоне неудач в карьере, он  теряет друзей, дом, уходит из семьи и в конце концов погибает в полной нищете и одиночестве.

## Синопсис
- Данный фильм является второй экранизацией романа Ибрагима Мусабекова.
- Первая работа в кино Фикрета Алиева в качестве режиссёра.
- Первая работа в кино Гамиды Омаровой в качестве актрисы.

## Создатели фильма

### В ролях
Алиаббас Гадиров — Джалил
Гамида Омарова — Шафига (дубл. Амина Юсифкызы)
Гамлет Ханызаде — Лютфели бек
Елена Габец — Агбениз (дубл. Амалия Панахова)
Мамедрза Шейхзаманов — Курбан
Гасан Турабов — мастер Бакир
Садых Хуснейнов — Ахмед
Шамиль Сулейманов — Азиз (дубл. Рамиз Азизбейли)
Камиль Магаррамов — Гудрат (дубл. Рафик Азимов)
Эльдениз Зейналов — Нуру бек
Мухтар Маниев — Халил
Мухтар Авшаров — возчик на арбе
Гюмрах Рагимов — кучер
Шамси Шамсизаде — Бек
Шахин Джабраилов — косноязычник
Нубар Новрузова — проститутка
Алескер Мамедоглу — нефтяник
Наджаф Гасанзаде — ведомый слуга
Джахангир Асланоглу — гость (дубл. Эльдениз Расулов)

#### В эпизодах
М. Багирзаде
О. Гамазов
Ю. Каякс
В. Корнилов
Яшар Мамедов
Гафар Хагги

### Дубляж неизвестных ролей
Гасан Мамедов — врач

### Административная группа
оригинальный текст : Ибрагим Мусабеков
автор сценария : Мирзаага Атеш
художественный руководитель : Эльдар Кулиев
режиссёр-постановщик : Фикрет Алиев
операторы-постановщики : Валерий Керимов, Кенан Мамедов
художники-постановщики : Камиль Наджафзаде, Ариф Абдуррахманов
композитор : Джахангир Джахангиров
звукооператор : Камал Сеидов
второй режиссёр : Т. Мамедов
второй оператор : Немат Рзаев
оператор комбинированных съёмок : Рамиз Бабаев
художник комбинированных съёмок : Мирза Рафиев
художник-гримёр : В. Арапов
монтажёр-постановщица : Рафига Ибрагимова
редактор : Ахмедага Курбанов
ассистенты режиссёра : Х. Ширинова, Зафар Муртузов (в титрах — З. Муртузов), Сергей Ратников
ассистенты оператора : Г. Ализаде, Айдын Мустафаев
ассистенты художника : Ю. Киршнер, Асиф Мамедов
светотехник : Магомед Гаджиев
консультанты : Пустаханым Азизбекова (доктор исторических наук), М. Мурсалов (академик), Н. Алиев (кандидат технических наук)
оркестр : Государственный симфонический оркестр кинематографии СССР
директора фильма : Али Мамедов, Айдын Имраны

## Награды и премии
1) Всесоюзный кинофестиваль в Вильнюсе. Фильм получил один из главных призов.
2) 1983 — XIV Всесоюзный кинофестиваль в Ленинграде. Режиссёр-постановщик Фикрет Алиев был награждён призом за успешный дебют в качестве режиссёра-постановщика.